# America's Sweethearts
America's Sweethearts er en romantisk komedie fra 2001. Filmen er instrueret af amerikaneren Joe Roth, og har Julia Roberts, Billy Crystal og John Cusack i hovedrollenre.

## Roller
Kiki spilles af Julia Roberts, søsteren Gwen spilles af Catherine Zeta-Jones, Gwens eks spilles fv John Cusack og presse-agenten Lee spilles af Billy Crystal. Gæsteroller spilles af Hank Azaria, Stanley Tucci, Christopher Walken og Seth Green.

## Eksterne Henvisninger
- America's Sweethearts på Internet Movie Database (engelsk)
- America's Sweethearts på Filmdatabasen
- America's Sweethearts på Scope
- America's Sweethearts i Svensk Filmdatabas (svensk)
- America's Sweethearts på AlloCiné (fransk)
- America's Sweethearts på MovieMeter (nederlandsk)
- America's Sweethearts på AllMovie (engelsk)
- America's Sweethearts hos American Film Institute (engelsk)
- America's Sweethearts på Turner Classic Movies (engelsk)
- America's Sweethearts på The Movie Database (engelsk)

1. ↑  Navnet er anført på engelsk og stammer fra Wikidata hvor navnet endnu ikke findes på dansk.